# Alstroemeria chapadensis
Alstroemeria chapadensis är en alströmeriaväxtart som beskrevs av Frederico Carlos Hoehne. Alstroemeria chapadensis ingår i släktet alströmerior, och familjen alströmeriaväxter. Inga underarter finns listade i Catalogue of Life.